# 리갈 하이 (2019년 드라마)
《리갈하이》는 2019년 2월 8일부터 2019년 3월 30일까지 JTBC에서 방영된 금토 드라마이다.

## 줄거리
법 '좀' 만질 줄 아는 승률 100% 괴물 변호사 고태림과 법'만' 믿는 정의감 100% 초짜 변호사 서재인, 달라도 너무 다른 두 변호사의 살벌하게 유쾌한 코믹 법조 활극.

## 등장인물

### 주요 인물
- 진구 : 고태림 역 (아역 최승훈) - 고태림 법률사무소 대표 변호사.
- 서은수 : 서재인 역 (아역 김다인) - 고태림 법률사무소 변호사
- 윤박 : 강기석 역 - 고태림의 수제자. B&G로펌 에이스 변호사

### 고태림 법률사무소
- 이순재 : 구세중 역 - 사무원. 집사
- 장유상 : 김이수 역 - 고태림의 정보원. 연극배우

### B&G 로펌
- 김병옥 : 방대한 역 - 대표
- 채정안 : 민주경 역 - 브레인 변호사
- 정상훈 : 윤상구 역 - 시니어 변호사. 방대한 대표의 처남

### 서재인의 관련 인물
- 문예원 : 남설희 역 - 서재인의 대학 동기. 커피숍 운영
- 김호정 : 송은혜 역 - 전직 판사 출신 사법연수원 교수. 서재인의 후원인
- 안내상 : 서동수 역 (특별출연) - 서재인의 아버지

### 한강그룹
- 김태형 : 성기준 역 (아역 김민서) - 한강그룹 성현구 회장의 늦둥이 막내아들

### 그 외 인물
- 유수빈 : 김병태 역 (아역 차성제) - 태림의 친구
- 전린애
- 권은수
- 김일현
- 김가희
- 정의순
- 전지훈
- 김민서
- 박철민
- 송진희
- 리민
- 백옥균
- 전광진
- 이건구
- 민정섭
- 송경의
- 김해웅
- 박용
- 손영순
- 주석태 : 유명석 역 - 변호사
- 박승태
- 김수복
- 유창숙
- 강주희
- 유정희
- 배강유 : 검사 역
- 홍나경 : 판사 역
- 이태형 : 나철진 역 - 알바생 살해 사건 용의자
- 김학선
- 차청화
- 정재권
- 김재철
- 권오경
- 이준규
- 김귀선
- 정한빈
- 문다인
- 허태희
- 문재원 : 홍민철 역 - 웨딩촬영장 손해배상청구 소송 피고인
- 정호재
- 홍고은
- 정민석
- 김소영
- 박세원
- 서혜빈
- 양근석
- 차민혁
- 김미혜
- 변주현 : 제임스 박 역 - 저작권 소송 피고
- 강두 : 안토니오 역 - 저작권 소송 원고
- 현쥬니 : 소피아 역 - 저작권 소송 원고
- 이윤상
- 정동규 : 부장판사 역
- 방영 : 고민석 역 - 대법관 출신의 고태림의 아버지
- 안루아 : 유하린 역 - 천재 아역 배우
- 윤지숙 : 신희경 역 - 유하린의 엄마
- 전국환 : 성회장 역 - 한강그룹 성현구 회장
- 성병숙 : 오여사 역 - 고태림 집주인
- 정한빈
- 정윤민: 표비서 역 - 한강그룹 성기준 대표 비서
- 정현석
- 김사희 : 윤도희 역
- 이윤재 : 동한기 검사 역
- 장준호
- 홍서준
- 윤복성
- 김지수 : 이하나 역
- 구윤희
- 신철진
- 우상전
- 최성웅
- 이진목
- 문경민
- 한승혁
- 여지훈
- 정나진
- 김동길
- 김정식
- 박기선
- 박상용
- 안중권
- 정세현
- 정종우
- 강말금
- 조아인 : 임유라 역
- 주민하 : 샤를로테 역
- 손경원 : 박병두 검사 역

### 특별출연
- 동방우
- 차오루 : 왕려령 역 - 왕민그룹 부회장
- 정은채 : 도문경 판사 역 - 태림의 전 여자친구

## 촬영지
- 구 성동구치소
- 오라카이 송도파크호텔
- 경희대학교 국제캠퍼스
- 전곡항
- 파스쿠찌 광화문점
- 월드컵대교
- 파주 24호 보호수
- 상암동 MBC 방송국

## 시청률
최저 시청률과 최고 시청률은 시청률 조사회사와 지역별로 시청률에 차이가 있을 수 있습니다.
| 2019년 | 2019년   | 2019년         | 2019년       |
| 회차   | 방송일   | AGB 시청률     | AGB 시청률   |
| 회차   | 방송일   | 대한민국(전국) | 서울(수도권) |
| ------ | -------- | -------------- | ------------ |
| 제1회  | 2월 8일  | 3.266%         | 3.738%       |
| 제2회  | 2월 9일  | 3.038%         | 3.396%       |
| 제3회  | 2월 15일 | 2.762%         | 2.892%       |
| 제4회  | 2월 16일 | 2.497%         | 2.821%       |
| 제5회  | 2월 22일 | 2.804%         | 2.815%       |
| 제6회  | 2월 23일 | 2.666%         | 2.944%       |
| 제7회  | 3월 1일  | 2.253%         |              |
| 제8회  | 3월 2일  | 2.115%         | 2.305%       |
| 제9회  | 3월 8일  | 2.218%         | 2.579%       |
| 제10회 | 3월 9일  | 2.418%         | 2.632%       |
| 제11회 | 3월 15일 | 2.340%         |              |
| 제12회 | 3월 16일 | 2.515%         | 2.563%       |
| 제13회 | 3월 22일 | 2.366%         |              |
| 제14회 | 3월 23일 | 2.031%         |              |
| 제15회 | 3월 29일 | 2.230%         | %            |
| 제16회 | 3월 30일 | 2.632%         | %            |

## 같이 보기
- 대한민국의 텔레비전 드라마 목록 (ㄹ)
- 2019년 대한민국의 텔레비전 드라마 목록